# Říční systém

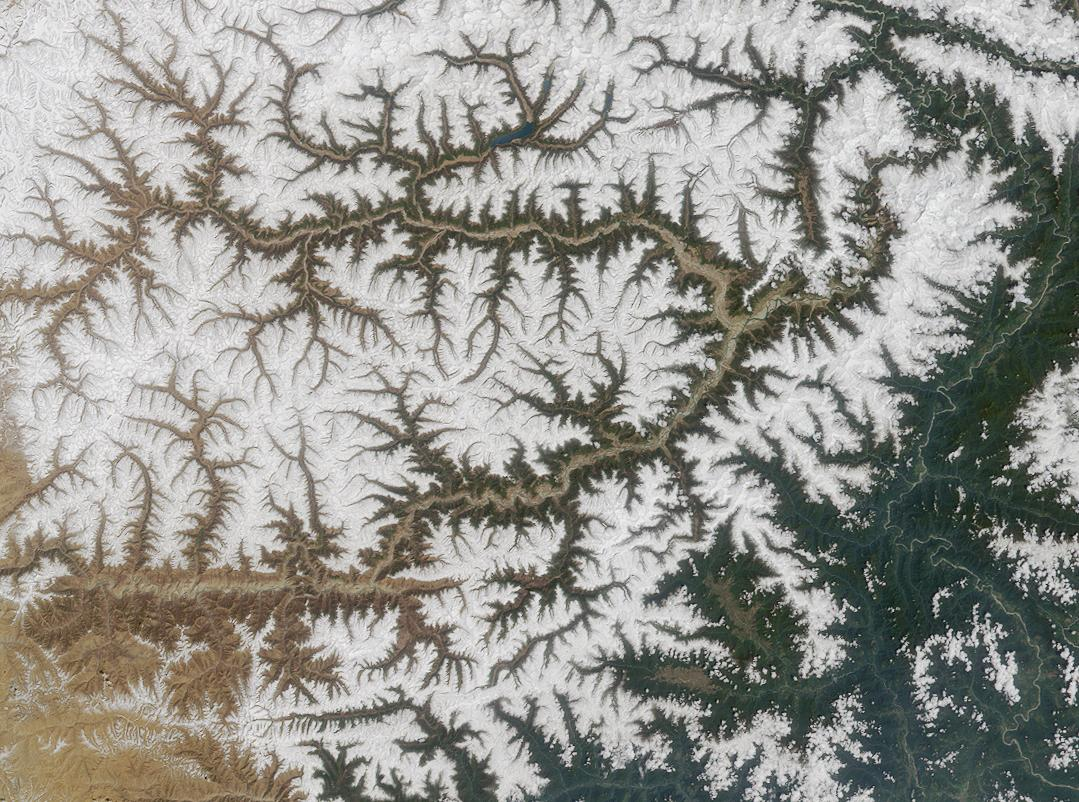
Řeka Yarlung Tsangpo protékající Tibetem, s vrcholky Namche Barwa a Gyala Peri. Obrázek je vystředěn na

Říční systémy, také známé jako říční soustavy či říční sítě, jsou v geomorfologii vzory vytvořené potoky, řekami a jezery v konkrétním povodí. Řídí se topografií země, ať už v určité oblasti dominují tvrdé nebo měkké skály, a gradientem země. Geomorfologové a hydrologové často vidí proudy jako součást povodí. Drenážní nádrž je topografická oblast, ze které proud dostává odtok , průtok a tok podzemní vody. Počet, velikost a tvar povodí nalezený v oblasti se liší s velikostí topografické mapy, čím je mapa větší, tím více informací o povodí je k dispozici. 

## Tvary říční sítě
Celkový tvar a vzhled říční sítě se především odvíjí od geologické stavby povodí. Podle tohoto hlediska můžeme vymezit základní tvary říční sítě.

### Stromovitá říční síť

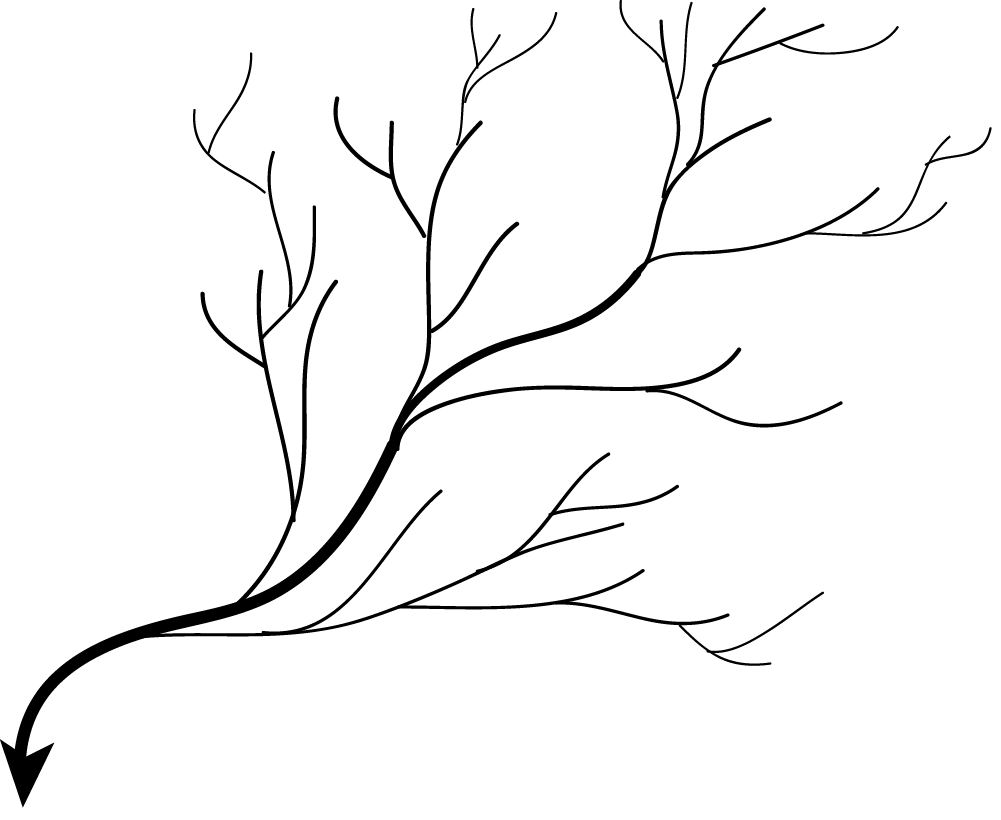
Stromovitá říční síť

V angličtině tuto síť nazývají dendritická (z řeckého δενδρίτης , dendrites, „paralelní se stromem“). Jedná se o nejčastější tvar říční sítě a má relativně symetrický typ, přítoky hlavního toku jsou uspořádány tak, že vytvářejí strukturu podobnou větvím stromu, oboustranné pravidelné a střídavé posilování hlavního toku přívodem vody z přítoků způsobuje rovnoměrný růst jeho vodnosti a přispívá k rovnoměrnějšímu časovému rozložení průtoků. Vyvíjí se tam, kde říční kanál sleduje svah terénu. Stromovité říční sítě se vytvářejí v údolích ve tvaru písmene V; v důsledku toho musí být typy hornin nepropustné a neporézní. 

### Rovnoběžná říční síť

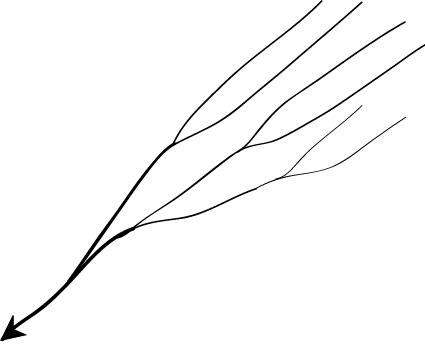
Rovnoběžná říční síť

Rovnoběžná říční síť nebo také paralelní říční síť je vzor řek způsobený strmými svahy s určitým reliéfem. Kvůli strmým svahům jsou potoky přímé a rychlé, s velkým množstvím velmi malých přítoků, a všechny proudí stejným směrem. Tento systém se vytváří na rovnoměrně svažitých površích, například na řekách protékajících jihovýchodně od pohoří Aberdare v Keni. Typ rovnoběžné říční sítě se také může nacházet v pobřežních nížinách.
Vzor rovnoběžné říční sítě se tvoří tam, kde je výrazný sklon k povrchu. Paralelní vzor se také vyvíjí v oblastech rovnoběžných protáhlých tvarů půdy, jako jsou skalní pásy odolné proti sesuvu. Přítokové proudy mají tendenci se natahovat rovnoběžně po svahu povrchu. Rovnoběžné schéma někdy naznačuje přítomnost závažné chyby, která se protíná přes oblast strmě složeného podloží. Všechny formy přechodů se mohou vyskytovat mezi rovnoběžnými, stromovitými a mřížovými vzory.

### Mřížkovitá říční síť
Geometrie mřížkovité říční sítě je podobná geometrii běžných mříží podél podélného údolí, z příkrých svahů po stranách hor se vlévají menší přítoky. Tyto přítoky vstupují do hlavní řeky v úhlu přibližně 90 stupňů, což způsobuje podobu říčního systému jako mříž. Tvoří se tam, kde tvrdé a měkké kameny existují paralelně k sobě. Toky se sbíhají ve dvou hlavních na sebe kolmých směrech, ale jeden směr je dominantní, vytváří delší vodní tok než druhý.
Mřížkovitá říční síť je charakteristická pro jednoduchá vrásová pohoří jurského typu hory, jako jsou Appalačské hory v Severní Americe a v severní části Trinidadu. 

### Pravoúhlá říční síť

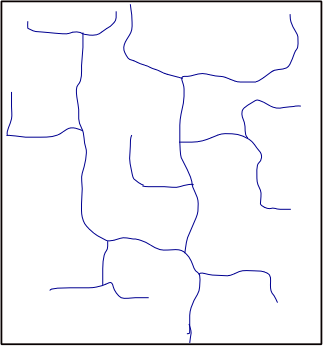
Pravoúhlá říční síť

Pravoúhlý tvar říční sítě (v angličtině známý jako obdélníkový) se vyvíjí na skalách, které mají přibližně rovnoměrnou odolnost proti erozi a jednotlivé úseky vodních toků spolu navzájem svírají přibližně pravých úhlech. Klouby jsou obvykle méně odolné vůči erozi než objemná vrásová hornina, takže eroze má tendenci přednostně otevírat klouby a dochází tak nakonec k vývoji toku řeky podél kloubů. Výsledkem je říční systém, ve kterém proudy řeky se skládají hlavně z přímých úseků řeky s pravoúhlými ohyby a přítoky spojují větší proudy v pravém úhlu. Může se pak stát, že při ohybech vodních toků pokračuje za rozvodím často ve stejném směru tok patřící do jiného povodí.
Pravoúhlá říční síť je charakteristická pro kerná a vrásno-zlomová pohoří, která můžeme například nalézt u řeky Arun v Nepálu.

### Radiální říční síť
V radiálním říčním systému (též paprsčitém) se vodní toky buď soustředně paprskovitě sbíhají anebo naopak rozbíhají od nebo k centrálnímu bodu. Charakteristické pro vulkanické kužely, které nejlépe vykazují radiální drenáž. Radiální síť lze také najít na vrcholcích hor. K dalším geologickým rysům na kterém radiální říční systém může být viděn je lakolit a kupole. Na těchto vlastnostech může drenáž vykazovat kombinaci radiálních vzorů. Radikální struktura se vyvíjí, když proudy proudí v různých směrech od centrální struktury vrcholu nebo kupole.
V Indii ukazují Amarkantak a kráter Ramgarh nejlepší příklad radiální říční sítě.

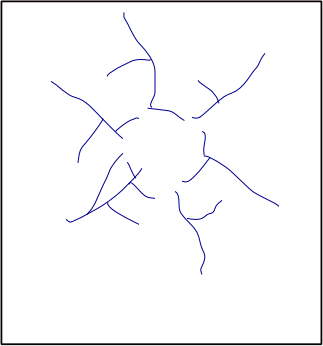
Paprsčitá říční síť

### Prstencová říční síť
V prstencovém (též anulární) říčním vzoru proudy sledují zhruba kruhovou nebo soustřednou cestu podél pásu slabé horniny, připomínající v plánu prstencový vzor. To je nejlépe zobrazeno proudy vypouštějícími členěnou strukturální kopulí nebo povodí, kde eroze odhalila okrajové sedimentární vrstvy velmi proměnlivých stupňů tvrdosti, jako v Red Valley, které téměř obklopuje domovou strukturu Black Hills Jižní Dakoty.

### Vějířovitá říční síť
Vějířovitý typ říční sítě je příznačný svým soutokem několika řek rovnocenných délkou i vodností v jednom uzlu situovaném obvykle v rozlehlejších tektonických depresích, v mezihorských kotlinách nebo v centru pánví, výrazně se projevuje při vývoji povodňové vlny na úseku pod soutokem jednotlivých větví řeky. V místě soutoku mohou vrcholit povodně při ústí jednotlivých větví řeky ve stejné době, dochází k střetnutí povodňových vln a pod jejich soutokem vzniká velká povodeň.
Vějířovitá říční síť se nachází například v plzeňské pánvi. 

### Úhlová říční síť
Úhlový vzor říční sítě se vytváří tam, kde se klouby a poruchy skalního podloží protínají ve více ostrých úhlech než pravoúhlé říční sítě. Úhel je tedy větší nebo menší než 90 stupňů.

### Asymetrická říční síť
Vzor drenáže je popisován jako nesouhlasný, pokud nekoreluje s topografií a geologií oblasti. Nesouhlasné říční vzory jsou rozděleny do dvou hlavních typů: antecedentní a superponované, zatímco předběžné drenážní vzory je kombinují. Při antecedentní drenáži se vertikální schopnost řeky shoduje s výškou půdy v důsledku tektonických sil. Superponovaná drenáž se vyvíjí jinak: zpočátku se drenážní systém vyvíjí na povrchu složeném z „mladších“ hornin, ale kvůli denudativním činnostem je tento povrch mladších hornin odstraněn a řeka stále teče přes zdánlivě nový povrch, ale ve skutečnosti je vytvořen na skalách staré geologické formace.
Příkladem asymetrické říční sítě je v České republice řeka Křemelná.

## Hustota říční sítě
Hustota říční sítě je poměr délky všech povrchových vodních toků dané oblasti (km) k ploše této oblasti (km²). Hustota říční sítě ukazuje stupeň rozvoje hydrografické sítě na daném území. Zároveň charakterizuje průměrnou vzdálenost mezi sousedními toky.